# Omutninskoe
Omutninskoe (in russo Омутинское?) è un villaggio della Russia asiatica nell'oblast' di Tjumen'; è il centro amministrativo del rajon Omutinskij.
Si trova sulle rive del fiume Vagaj, a sud-est di Tjumen'.